# Maglić
Maglić är ett berg på gränsen mellan Bosnien och Hercegovina samt Montenegro. Det ligger 70 km söder om Sarajevo.
Maglić-massivet består av två toppar, nämligen Veliki Maglić, 2 386 m ö.h., på Bosnien och Hercegovina-sidan och Crnogorski Maglić, 2 388 m ö.h., på den montenegrinska sidan, vilket alltså är 2 meter högre.
Maglić är det högsta berget i Bosnien och Hercegovina. Det avgränsas av floden Sutjeska i väster, Piva i öst-sydost och den övre Drina i nord-nordöstra delen, med Vučevoplatån, 1 862 m ö.h., som sträcker sig norrut.
Staden Foča ligger nära gränsen till Montenegro, 20 kilometer från Maglićmassivet. Karstkalkstensformationer är den allmänna geologiska miljön i södra och sydvästra regionen.

## Sjön Trnovačko Jezero
Den montenegrinska delen av Maglić-massivet har bildat Trnovačko Jezero (Trnovačko-sjön), som sägs vara "en av de vackraste i Montenegro." Trnovačko Jezero är en glaciärsjö på en höjd av 1 517 m ö.h. Den är 700 meter lång och 400 meter bred mitt i en "enorm amfiteater med steniga toppar". Sjön dräneras från området runt bergen Maglić, Volujak och Bioč. Sjövattnet har grönblå färg. Källorna på floden Sutjeska ligger i kanjonens delar av Maglić. Berget avgränsas av floden Sutjeska i norr och väster, av berget Volujak i sydväst, av floden Drina och floden Piva i öster och av Mratinjska Uvaladalen i söder. Där är det en utmanande klättring.

## Skogar
De rika skogarna på bergssidan utgör Perućica-skogen, en naturskyddad skog i Sutjeska nationalpark, och den är den äldsta och en av de två sista kvarvarande urskogarna i Europa. På den nordvästra sluttningen av berget växer grova barrträd och bokträd upp till 1 600 m ö.h., medan sluttningarna är mycket branta, karga och steniga i andra riktningar. Betesmarker finns på höjder över 1 600 meter på platåerna. Bergstoppen är tillgänglig genom nationalparken och besöks av bergsklättrare och naturälskare. De flesta vägarna till toppen kräver två dagars vandring. Bestigning av berget Maglićs topp är endast möjlig på den södra sidan, som har en rik vegetation av gräs och bergtall. Från toppen av berget är det natursköna utsikter över Volujac, Bioč, Trnovačko-sjön och berget Durmitor (i Montenegro), förutom över de bosniska bergen i nordlig och nordvästlig riktning.

## Naturskydd
Maglić är en viktig del av Sutjeska nationalpark, som är den första nationalparken i Bosnien och Hercegovina. Den etablerades 1962. Parken dräneras av floden Sutjeska, som rinner genom dalen Tjentište.